# サン・セバスティアン・デ・ロス・レイエス
サン・セバスティアン・デ・ロス・レイジェス （San Sebastián de los Reyes）は、スペイン・マドリード州のムニシピオ（基礎自治体）。短縮してサンセ（Sanse）と呼ばれることも多い。

## 歴史
アルコベンダスの住民32名が、マドリード市議会の所有するサン･セバスティアンの礼拝堂へ1488年以降逃亡したことで、1492年に成立した。逃亡の動機は、封建領主フアン・アリアス・デ・アビラ（セゴビア司教）による圧力であった。カトリック両王（カスティーリャ女王イサベル1世とアラゴン王フェルナンド2世）は地域のさらなる和解を進めるため、礼拝堂に隣接した場所に聖セバスティアヌスの名を冠した定住地をつくることを許可し、王室の直轄とした。ロス・レイエスの名は、両王の庇護下にあることを示した名称である。1868年革命でボルボン家の女王イサベル2世が退位した後、君主制に由来するロス・レイエスの名がはずされ、サン・セバスティアン・デ・ラ・ソベラニア（San Sebastián de la Soberanía）と呼ばれていた。

## 地理

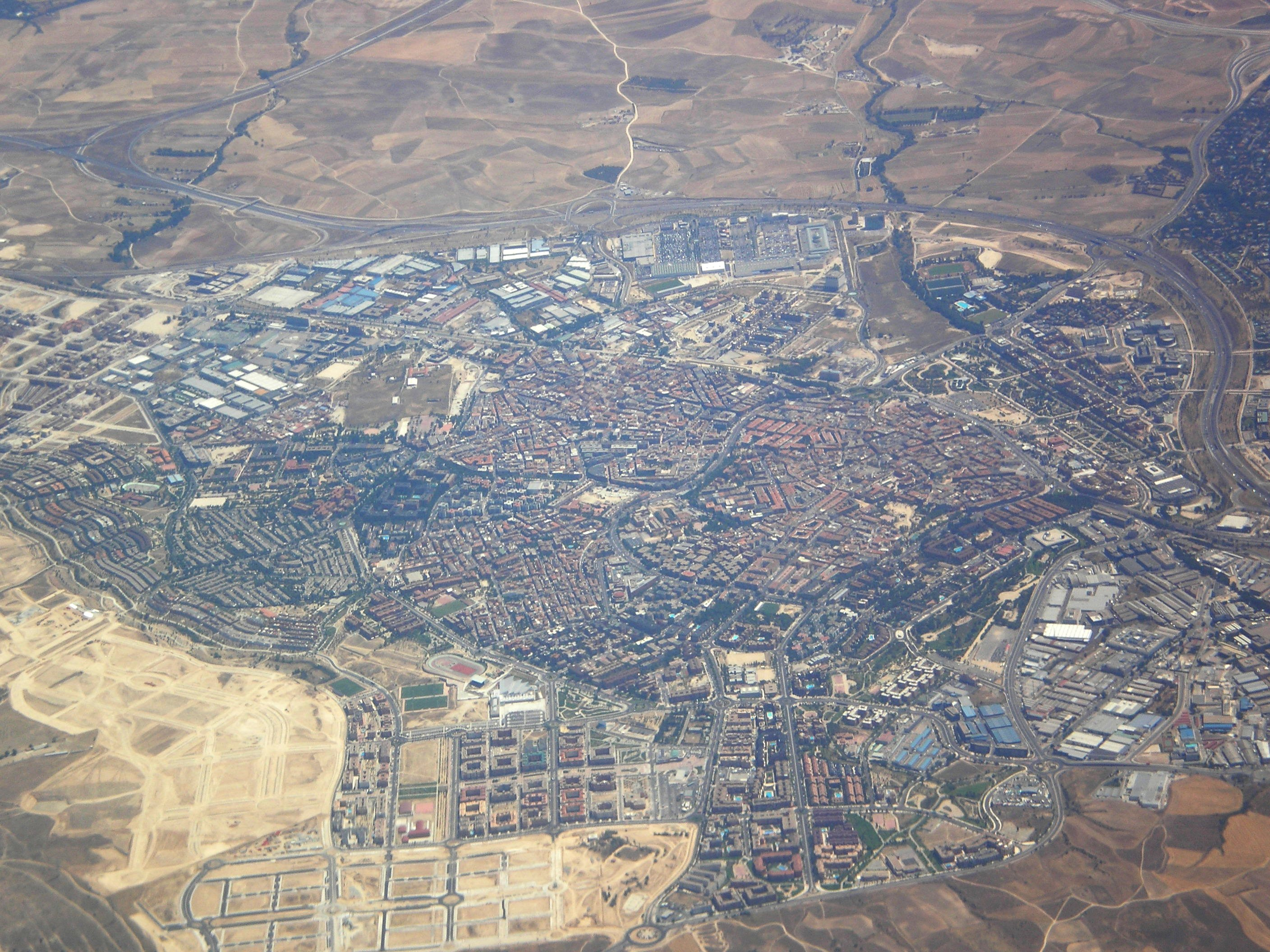
サンセとアルコベンダス

クエンカ・アルタ・デル・マンサナーレス自然保護公園の麓にあり、多くの河川が市内を流れている。
首都マドリードの北約18kmにある。地中海性気候だが、気候の影響は首都よりも大きくない。冬は寒く、最低気温は0℃を下回る。しばしば夜間に霜が降り、降雪も見られる。夏は暑く、7月から8月の平均気温は22℃前後、時には最高気温が35℃に達する。気温の高低は年間で約20℃と非常に高い。これは海から遠く離れていることと、標高が700m以上あることが原因である。年間平均降水量は約500mmで、春と秋に雨が集中する。

## 経済
農業と、ボヤル牧草地（es）では非常に家畜の飼育が盛んである。産業も盛んで、2500の企業が市内にあり、郡内には工業団地もある。主な企業としては、テレビ局のアンテナ3、BP、タッパーウェア社、イケア、ファイアストン、ワイス、テレピッツァ（スペイン有数のピザ店チェーン）がある。

## 人口
マドリード近郊の他都市と同じく、1960年代と1970年代以降、アンダルシア州やエストレマドゥーラ州、カスティーリャ・イ・レオン州、カスティーリャ＝ラ・マンチャ州の農村部からの大規模な人口流入で劇的な人口増加を経験した。

## スポーツ
サッカー
- UDサン・セバスティアン・デ・ロス・レジェス - 1971年設立。現在は3部リーグにあたるプリメーラ・ディビシオンRFEFに所属している。

## 姉妹都市
- バウナタール、ドイツ